# أصل متداول
الأصول المتداولة

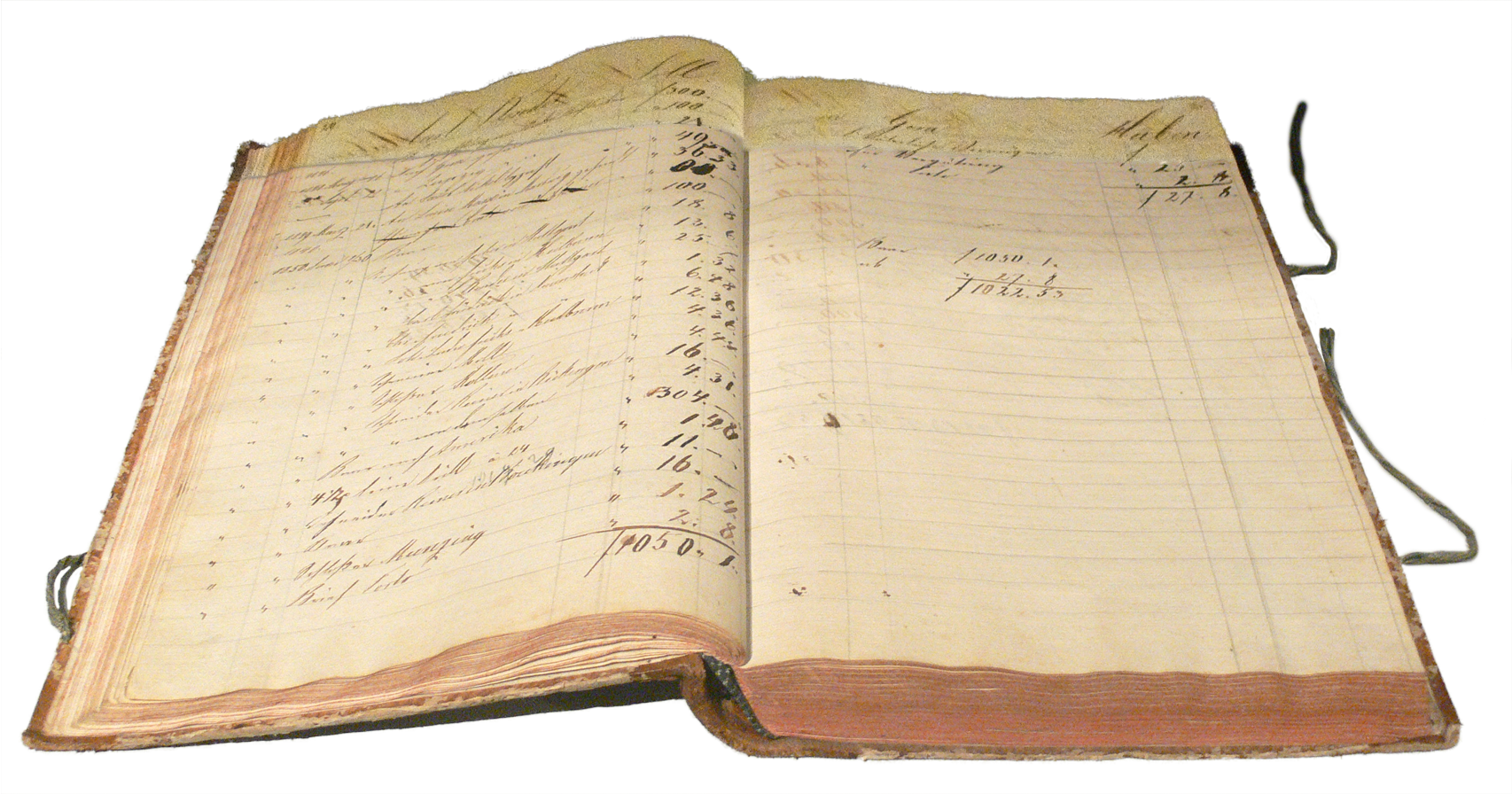

هي الأصول التي يسهل تحويلها إلى نقدية، ويمكن استخدامها للوفاء بالالتزامات المتداولة، أي المستحقة على الفور، أو خلال الدورة التشغيلية.

## النقدية
تتضمن النقدية الصندوق والحسابات المصرفية الجارية شرط أن يكون رصيدها مدين، أما إذا كان رصيدها دائن فإنها تُدرج ضمن الخصوم لأنها تصبح التزامات متداولة يجب الوفاء بها خلال الدورة التشغيلية. كما تجدر الإشارة إلى عدم جواز إجراء مقاصة بين الحسابات الجارية المدينة والحسابات الجارية الدائنة، بل يجب إدراج جميع الحسابات الجارية الدائنة والمدينة.

## الأوراق المالية
ويُقصد بها الأوراق التي يسهل تحويلها إلى نقدية، كسندات الخزينة والأوراق التجارية التي يمكن تحويلها إلى نقدية عن طريق خصمها، بحيث تحصل المنشأة على قيمة أصل الورقة التجارية أو السند بالإضافة إلى الفوائد المستحقة إلى تاريخ خصمها. ويطلق عليها شبه النقدية لأن تحويلها إلى نقد شبه مؤكد في الظروف العادية، ويمكن للمنشأة أن تستخدمها لسداد الالتزامات المترتبة عليها والمستحقة على الفور. وتجدر الإشارة إلى أن الأسهم المملوكة من قبل المنشأة في شركات أخرى وإن كانت مشتراة بهدف المضاربة فإنها لا تدخل ضمن شبه النقدية، لأن قيمة الأسهم متغيرة.

## المدينون
تستخدم المنشأة الائتمان لتفعيل الدورة التشغيلية لها، فلا تكتفي ببيع البضاعة نقدا بل تلجأ إلى البيع الآجل أو بالتقسيط مما يزيد من مبيعاتها ويعزز نشاطها التجاري، ويترتب على ذلك نشوء ذمم على الزبائن نطلق عليها ذمم مدينة أو المدينون. ويقتضي ألا يكون حساب الذمم المدينة كبير جدا لأن ذلك يدل على عدم تدفق السيولة النقدية من المبيعات، وعند التدقيق يقتضي التأكد من وفاء الزبائن لذممهم بصورة دورية وعند حلول الآجال المحددة، وإلا أصاب المنشأة الجمود في سيولتها النقدية مما قد يهددها بالتعثر في المستقبل.

## أوراق قبض
تلجأ المنشأة إلى الحصول علي أوراق القبض من أجل ضمان الديون المترتبة على الزبائن، أي ضمان الديون بمستندات قانونية يسهل الاستناد إليها لتحصيل حقوق المنشأة عند عدم الدفع.

## المخزون
ويُقصد بالمخزون ذلك المخزون الذي ندخل إليه البضاعة التي نشتريها من أجل بيعها خلال الدورة التشغيلية، سواء كان مخزون مواد خام أو تحت التشغيل أو مخزون تام. وتدرج ضمن الأصول المتداولة لأن هذه البضاعة مصيرها إلى البيع والتحول إلى نقدية. إلا أنه يقتضي أن نميز بين المخزون والمستودعات التي تدرج فيها القرطاسية أو المفروشات. فالمستودع وإن أُطلق عليه تسمية مخزون فإنه مختلف عن مخزون البضاعة ولا يعد جزءا من احتساب كلفة البضاعة المباعة.